# 直CUE!勝負
『直CUE!勝負』（ちょっキュウ!しょうぶ）は、2008年9月からチャンネルNECOで不定期で放送されている北海道の観光番組のシリーズ。出演者は、鈴井貴之やTEAM NACSほかCREATIVE OFFICE CUEのメンバーで構成。
2018年現在、第4シーズンまで放送されている。

## 概要
- 2006年〜2007年に不定期で放送された『鈴井貴之のロケハン。』の実質的な続編に当たる番組。
- 前番組同様、放送開始まで番組の詳しい内容は一切伝えられておらず、前編・後編の2回に分けて放送。
- 全ての放送回に鈴井貴之とTEAM NACSのメンバーが出演しており、他にもう一名OFFICE CUE所属タレントがつくメンバー編成になっている（シーズン3を除く）。また、北川久仁子はシーズン3からナレーションを担当している。
- 当初はシーズン2の総集編「直CUE!勝負 グランドフィナーレスペシャル」の放送をもってシリーズ完結とされていた。
- シーズン1〜3までは制作にSUNTANA（『おにぎりあたためますか』（北海道テレビ）、『森崎博之のあぐり王国北海道』（北海道放送）などの制作会社）が関わっていたが、シーズン4ではSUNTANAに代わって、北海道テレビの映像プロダクションであるmiruca（HTB映像）が制作に携わっている。

## 来歴
- シーズン1「直CUE!勝負 目指せ!北海道完全征服!?」2008年9月〜2009年11月（全16回）
- シーズン2「直CUE!勝負 目指せ!北海道完全征服!? 第2回戦」2010年12月〜2013年2月（全16回+特番）
- シーズン3「直CUE!勝負 第3回戦 たまにはのんびりしたっていいべさ」2014年6月〜12月（全10回）
- シーズン4「直CUE!勝負 第4回戦 北の大地にかぶりつく!」2017年10月〜2018年3月（全10回）

## 放送内容

### シーズン1…目指せ!北海道完全征服!?
- 第1回&第2回「夏の道北編」出演：鈴井貴之・大泉洋・藤尾仁志（オクラホマ）
- 第3回&第4回「秋の道東編」出演：鈴井貴之・音尾琢真・飯野智行[1]
- 第5回&第6回「冬の道央編」出演：鈴井貴之・安田顕・小橋亜樹
- 第7回&第8回「夏のニセコ編」出演：鈴井貴之・戸次重幸・河野真也（オクラホマ）
- 第9回&第10回「道南編」出演：鈴井貴之・森崎博之・北川久仁子
- 第11回&第12回「十勝編」出演：鈴井貴之・安田顕・河野真也（オクラホマ）
- 第13回&第14回「春の胆振・日高編」出演：鈴井貴之・戸次重幸・大下宗吾[2]
- 第15回&第16回「夏の富良野・美瑛編」出演：鈴井貴之・大泉洋・小橋亜樹

### シーズン2…目指せ!北海道完全征服!?第2回戦
- 第1回&第2回「秋の札幌圏」出演：鈴井貴之・戸次重幸・小橋亜樹
- 第3回&第4回「冬の知床圏」出演：鈴井貴之・音尾琢真・河野真也（オクラホマ）
- 第5回&第6回「初夏のニセコ・積丹編」出演：鈴井貴之、安田顕、藤尾仁志（オクラホマ）
- 第7回&第8回「秋の旭川編」出演：鈴井貴之、森崎博之、大下宗吾
- 第9回&第10回「冬の洞爺編」出演：鈴井貴之・大泉洋・北川久仁子
- 第11回&第12回「夏の利尻・礼文編」出演：鈴井貴之 ・森崎博之・小橋亜樹
- 第13回&第14回「夏の知床編」出演：鈴井貴之・大泉洋・河野真也（オクラホマ）
- 第15回&第16回「冬の阿寒編」出演：鈴井貴之 ・音尾琢真・藤尾仁志（オクラホマ）
- 特番「直CUE!勝負 グランドフィナーレスペシャル」出演：鈴井貴之・小橋亜樹・河野真也（オクラホマ）・森崎博之・戸次重幸

### シーズン3…第3回戦 たまにはのんびりしたっていいべさ
- 第1回&第2回「小樽・余市編」出演：鈴井貴之・森崎博之
- 第3回&第4回「千歳・支笏湖編」出演：鈴井貴之・安田顕
- 第5回&第6回「空知編」出演：鈴井貴之・大泉洋
- 第7回&第8回「厚田・石狩編」出演：鈴井貴之・戸次重幸
- 第9回&第10回「旭川編」出演：鈴井貴之・音尾琢真

### シーズン4…第4回戦 北の大地にかぶりつく！
- 第1回&第2回「空知・上川の旅」出演：鈴井貴之・森崎博之・河野真也（オクラホマ）
- 第3回&第4回「道東・オホーツクの旅」出演：鈴井貴之・音尾琢真・河野真也（オクラホマ）
- 第5回&第6回「洞爺湖・ニセコの旅」出演：鈴井貴之・戸次重幸・藤尾仁志（オクラホマ）
- 第7回&第8回「道南・函館の旅」出演：鈴井貴之・安田顕・河野真也（オクラホマ）
- 第9回&第10回「十勝の旅」出演：鈴井貴之・大泉洋・藤尾仁志（オクラホマ）

## DVD
完全版、または映像特典という形で放送されなかったシーンが収録されている。
|                             | タイトル                         | 発売日        |
| --------------------------- | -------------------------------- | ------------- |
| シーズン1 （各巻4回分収録） | 道北・道東編                     | 2009年7月10日 |
| シーズン1 （各巻4回分収録） | 大雪・ニセコ編                   | 2010年1月15日 |
| シーズン1 （各巻4回分収録） | 道南・十勝編                     | 2010年7月23日 |
| シーズン1 （各巻4回分収録） | 胆振・富良野編                   | 2011年2月4日  |
| シーズン2 （各巻4回分収録） | 札幌・オホーツク編               | 2011年8月2日  |
| シーズン2 （各巻4回分収録） | ニセコ・旭川編                   | 2012年2月9日  |
| シーズン2 （各巻4回分収録） | 洞爺・利尻礼文編                 | 2013年2月2日  |
| シーズン2 （各巻4回分収録） | 知床・阿寒編                     | 2013年9月3日  |
| シーズン3                   | たまにはのんびりしたっていいべさ | 2015年7月2日  |
| シーズン4                   | 北の大地にかぶりつく！           | 2018年8月1日  |